# Landkreis Saalfeld-Rudolstadt
Der Landkreis Saalfeld-Rudolstadt ist ein Landkreis im Süden des Freistaates Thüringen. Trotz seiner geographischen Lage im Süden des Landes zählt der Landkreis zur Planungsregion Ostthüringen.

## Geografie
Nachbarkreise sind im Norden der Landkreis Weimarer Land, im Nordosten der Saale-Holzland-Kreis, im Osten der Saale-Orla-Kreis, im Süden der bayerische Landkreis Kronach und der südthüringische Landkreis Sonneberg, im Südwesten der Landkreis Hildburghausen und im Westen der Ilm-Kreis.
Der Landkreis Saalfeld-Rudolstadt wird vom Fluss Saale durchzogen und liegt im Thüringer Schiefergebirge.

## Geschichte

### Entstehung
Der Landkreis Saalfeld-Rudolstadt besteht seit 1994, als – zunächst mit dem Namen Schwarza-Kreis – die Landkreise Rudolstadt und Saalfeld vereinigt wurden. Diese waren aus den gleichnamigen Landratsämtern hervorgegangen, die 1922 in Landkreise umbenannt wurden. Hinzu kam noch der nördliche Teil des 1952 gegründeten Kreises Neuhaus am Rennweg sowie ein Teil des ehemaligen Kreises Lobenstein (Stadt Lehesten und Ortsteile).

### Einwohnerentwicklung

Bevölkerungsentwicklung im Landkreis Saalfeld-Rudolstadt zwischen 1994 und 2013

| Jahr | Einwohner |
| ---- | --------- |
| 1994 | 140.112   |
| 1995 | 139.040   |
| 1996 | 138.529   |
| 1997 | 137.282   |
| 1998 | 135.425   |
| 1999 | 134.307   |
| 2000 | 132.885   |
| 2001 | 131.015   |
| 2002 | 129.610   |
| 2003 | 127.910   |

| Jahr | Einwohner |
| ---- | --------- |
| 2004 | 126.692   |
| 2005 | 125.087   |
| 2006 | 123.516   |
| 2007 | 121.542   |
| 2008 | 119.817   |
| 2009 | 118.303   |
| 2010 | 116.818   |
| 2011 | 115.722   |
| 2012 | 111.463   |
| 2013 | 110.307   |

| Jahr | Einwohner |
| ---- | --------- |
| 2014 | 109.646   |
| 2015 | 109.278   |
| 2016 | 108.315   |
| 2017 | 107.368   |
| 2018 | 106.356   |
| 2019 | 103.199   |
| 2020 | 102.139   |
| 2021 | 100.969   |
| 2022 | 101.556   |
| 2023 | 101.111   |

| Jahr | Einwohner |
| ---- | --------- |
| 2024 | 100.105   |

 Datenquelle: ab 1994 Thüringer Landesamt für Statistik – Werte vom 31. Dezember

## Politik

### Kreistag
Die 46 Mitglieder des Kreistags wurden zuletzt bei der Wahl am 26. Mai 2024 gewählt.
| Kreistagswahl Saalfeld-Rudolstadt 2024Wahlbeteiligung: 61,7 % 3020100 26,6 %18,6 %14,3 %14,0 %13,7 %7,3 %3,2 %2,4 %keine % CDUAfDSPDBfLAfLeLinkeFDPGrüneSonst.Gewinne und Verlusteim Vergleich zu 2019 %p 14 12 10 8 6 4 2 0 −2 −4+3,7 %p−3,7 %p−1,5 %p−0,7 %p+13,7 %p−3,6 %p−3,0 %p−3,0 %p−1,8 %pCDUAfDSPDBfLAfLLinkeFDPGrüneSonst.Anmerkungen:e Alternative für den Landkreis | Sitzverteilung im Kreistag Saalfeld-Rudolstadt seit 2024Insgesamt 44 Sitze - Linke: 3 - SPD: 7 - Grüne: 1 - BfL: 6 - FDP: 2 - CDU: 12 - AfD: 7 - AfL: 6 Anmerkung zur AfD: Rechnerisch stehen der AfD neun Sitze im Kreistag zu. Die vom Wahlausschuss zugelassene Liste umfasst jedoch lediglich sieben Listenplätze, sodass zwei Mandate unbesetzt bleiben. |

### Landrat
Landrat ist seit 3. Oktober 2014 Marko Wolfram (SPD). Bei der Stichwahl am 28. September 2014 gewann er mit 57 % der Stimmen vor seinem Herausforderer Bernhard Schanze (parteilos), der 43 % der Stimmen auf sich vereinigen konnte. Weitere Kandidaten waren Ulrike Klette (Linke) und Wilfried Meißner (parteilos), welche bereits im ersten Wahlgang am 14. September 2014 ausschieden.
Die Wahl am 28. Juni 2020 gewann Marko Wolfram (SPD) mit 58,5 % der Stimmen vor seinen Herausforderern Maik Kowalleck (CDU) mit 23,7 % der Stimmen und Brunhilde Nauer (AfD), die 17,8 % der Stimmen erhielt. Die Wahlbeteiligung lag bei 42,4 %. Beginn der neuen Amtszeit ist der 3. Oktober 2020.

#### Ehemalige Landräte
- 1994–2000: Werner Thomas (CDU)
- 2000–2012: Marion Philipp (SPD)
- 2012–2014: Hartmut Holzhey (parteilos)

### Bundespolitik
Der Landkreis Saalfeld-Rudolstadt bildet zusammen mit dem Saale-Holzland-Kreis und dem Saale-Orla-Kreis den Bundestagswahlkreis Saalfeld-Rudolstadt – Saale-Holzland-Kreis – Saale-Orla-Kreis mit der Wahlkreisnummer 195. Bei der Bundestagswahl 2021 gewann der AfD-Politiker Michael Kaufmann das Direktmandat in diesem Wahlkreis, der sich gegen den bisherigen Mandatsinhaber Albert Weiler von der CDU durchsetzen konnte. Der Wahlkreis 195 ist somit einer von vier durch die AfD gewonnenen Wahlkreisen in Thüringen. Über die Landesliste ist darüber hinaus der FDP-Politiker Reginald Hanke in den Deutschen Bundestag eingezogen, welcher bereits seit 2019 Mitglied des Deutschen Bundestages ist.

### Wappen
Das Wappen wurde am 16. Januar 1995 durch das Thüringer Landesverwaltungsamt genehmigt.
Blasonierung: „Geviert; Feld 1 und 4: in Gold ein schwarzer, golden nimbierter, rot bewehrter Doppeladler, die Brust belegt mit einem goldenen Schild mit einem Fürstenhut, über den Adlerköpfen schwebend eine Kaiserkrone mit roten Kappen, in den Fängen ein goldenes Zepter und einen goldenen Reichsapfel haltend, darunter eine rote Streugabel über einem roten Kamm; Feld 2 und 3: neunmal von Schwarz und Gold geteilt, belegt mit einem schrägrechten, grünen Rautenkranz.“
Eine Übersicht zu den Wappen der Städte und Gemeinden des Landkreises findet man in der Liste der Wappen im Landkreis Saalfeld-Rudolstadt.

## Kulturelle Einrichtungen und Sehenswürdigkeiten

### Thüringer Landesmuseum Heidecksburg
Die Heidecksburg in Rudolstadt ist das prachtvollste Barockschloss des 18. Jahrhunderts im Freistaat Thüringen. Im hohen Mittelalter noch Besitztum der Grafen von Orlamünde, erwarben im Jahr 1340 die Schwarzburger Grafen die Burg. Von 1574 bis 1918 war sie Residenz der Grafen und späteren Fürsten von Schwarzburg-Rudolstadt.
Heute beherbergt das Schloss unter anderem das Thüringer Landesmuseum Heidecksburg. Es gehört zu den größten und besucherstärksten Museen Thüringens. Entsprechend seiner historisch gewachsenen Sammlungsstruktur konzentriert sich die fachwissenschaftliche Arbeit auf die vielfältigen Facetten der Residenzkultur am Hof der Fürsten von Schwarzburg-Rudolstadt. Zum Museumsverbund Thüringer Landesmuseum Heidecksburg, der sich in Trägerschaft des Landkreises Saalfeld-Rudolstadt befindet, gehören neben dem Residenzschloss auch das Friedrich-Fröbel-Museum in Bad Blankenburg, das Museum für Jagd- und Forstgeschichte in Paulinzella sowie der Kaisersaal auf Schloss Schwarzburg.

### Friedrich-Fröbel-Museum Bad Blankenburg
Das Friedrich-Fröbel-Museum ist seit 1982 in Bad Blankenburg in jenem Gebäude untergebracht, in dem der „Stifter“ des Kindergartens, Friedrich Fröbel, 1839 seine erste „Spiel- und Beschäftigungsanstalt“, seinen späteren Kindergarten eröffnete. Friedrich Wilhelm August Fröbel (* 21. April 1782 in Oberweißbach; † 21. Juni 1852 in Marienthal) erlangte durch die Gründung des ersten Kindergartens 1840 in Blankenburg (Thüringen) Weltgeltung. Im »Haus über dem Keller«, in dem sich das Friedrich-Fröbel-Museum befindet, schlug die Geburtsstunde des Kindergartens. Fröbels Gedanken zu Bildung und Erziehung insgesamt sind ebenso zeitgebunden wie originell und modern. Sie regen bis zur Gegenwart das pädagogische Denken an.

### Thüringer Landestheater Rudolstadt – Thüringer Symphoniker Saalfeld-Rudolstadt
Das Theater Rudolstadt ist ein Theater in Rudolstadt in Thüringen. Es führt seine Tradition auf das 1792/93 gegründete fürstliche Sommertheater zurück. Das Thüringer Landestheater Rudolstadt ist gleichzeitig Hauptwirkungsstätte der Thüringer Symphoniker Saalfeld-Rudolstadt. Aus diesem Grund lautet die vollständige Bezeichnung Thüringer Landestheater Rudolstadt – Thüringer Symphoniker Saalfeld-Rudolstadt GmbH. Träger des Theaters ist ein Zweckverband, dem der Landkreis Saalfeld-Rudolstadt (50 Prozent) sowie die Städte Rudolstadt (38 Prozent) und Saalfeld/Saale (12 Prozent) angehören.

### KZ-Gedenkstätte Laura
Das KZ-Außenlager Laura war eines von rund 130 Außenlagern des KZ Buchenwald. Es wurde am 21. September 1943 in Schmiedebach im Thüringer Schiefergebirge am Rande des Oertelsbruchs eingerichtet, um die Waffenproduktion unter Tage zu verlagern. Im Oertelsbruch entstanden ein unterirdisches Sauerstoffwerk sowie Teststände für Triebwerke der Rakete A4 (auch V-2 genannt). Insgesamt waren rund 2600 Häftlinge in dem KZ untergebracht, mindestens 560 von ihnen starben durch Misshandlungen, Mangelernährung und den Folgen der Zwangsarbeit. Am 13. April 1945 wurde das Lager von US-amerikanischen Soldaten befreit. Seit 1979 besteht in der ehemaligen Hauptunterkunft des KZ, einer großen Feldscheune, eine Gedenkstätte. Mit dem Ende der DDR ging diese zunächst in die Trägerschaft des Kreises Lobenstein und mit der Kreisgebietsreform 1994 in die Trägerschaft des Landkreises Saalfeld-Rudolstadt über. Die ursprünglich in Privateigentum befindliche Liegenschaft wurde vom Landkreis Saalfeld-Rudolstadt gekauft, da die Eigentümerschaft des Landkreises die Voraussetzung für die Bewilligung von Fördermitteln des Landes Thüringen war. Zwischen 2011 und 2014 wurde die gesamte Ausstellung überarbeitet, die Außenanlagen wurden neugestaltet. Seit 2012 ist der Landkreis Betreiber der Gedenkstätte mit rund 4000 Besuchern in der Saison (von April bis Oktober). Aufgrund der weitgehend vollständig erhaltenen Originalsubstanz ist die KZ-Gedenkstätte eine Besonderheit unter den Außenlagern von Buchenwald. Im Zuge der Restaurierung wurden Wandverzierungen aus der Häftlingszeit freigelegt.

## Wirtschaft und Infrastruktur
In der Region Saalfeld-Rudolstadt gelang Georg Heinrich Macheleid die Entdeckung einer Methode zur Herstellung von Porzellan und er gründete 1762 eine Porzellanfabrik. 1919 entstand die erste Röntgenröhrenfertigung in Rudolstadt und 1935 die erste industrielle Fertigungsanlage für Zellwolle. Bestimmend für die Branchenstruktur sind u. a. die Stahlindustrie, die Medizintechnik, der Maschinen- und Werkzeugbau, die Chemie- und Kunststoffindustrie, die Glas- und Porzellanherstellung sowie die Nahrungsgüterproduktion. In der Region befinden sich 30 Gewerbe- und vier Industriegebiete. Wichtige Unternehmen sind die Königsee-Implantate, das Sandoz-Kompetenzzentrum Aerosole in der Aeropharm, die Trumpf Medical als Teil von Hill-Rom und der Siemens AG-Healthcare Sector Röntgenwerke.

### Verkehr
Mit dem Bahnhof in Saalfeld/Saale besitzt der Landkreis einen regionalen Bahnknoten. Die Oberweißbacher Berg- und Schwarzatalbahn verkehrt im südwestlichen Kreisgebiet. Auf Grund des Neubaus der Schnellfahrstrecke Nürnberg–Erfurt verloren Saalfeld und Jena den ICE-Halt an der Fernstrecke Berlin-München.
Der Landkreis wird von den Bundesstraßen 85, 88, 90 und 281 durchquert. In den jeweiligen Nachbarkreisen verlaufen im Norden die A 4, im Osten die A 9, im Westen die A 71 und im Süden die A 73.
Auf der Hohenwartetalsperre im Südosten des Landkreises wird Schiffsverkehr betrieben. Mehrere Fahrgastschiffe bieten Rundfahrten auf dem Stausee. Außerdem ermöglicht die Mühlenfähre das Übersetzen von Personen auch mit PKW und Krad von einer Seite des Stausees zur anderen. Die nördliche Anlegestelle der Mühlenfähre liegt im Saale-Orla-Kreis. Die Fähre verkehrt nicht ganzjährig.

### Medien
Im Einzugsgebiet des Landkreises wird überwiegend die Ostthüringer Zeitung (OTZ) vertrieben. Die OTZ unterhält zwei Lokalredaktionen in Saalfeld und Rudolstadt. Weiterhin werden drei kostenfreie Anzeigenblätter verteilt.
In den Städten Saalfeld und Rudolstadt gibt es je einen Kabelfernsehanbieter, die neben örtlicher Werbung im geringen Umfang Kurzbeiträge und Reportagen als Bewegtbild senden.
In Saalfeld selbst befindet sich der Sitz eines Regionalstudios des Mitteldeutschen Rundfunks (MDR) und der Sitz des Bürgerradios SRB. Während der MDR fast flächendeckend den Landkreis zumindest terrestrisch mit seinem Hörfunkangebot versorgt, kann der SRB den Landkreis nicht vollständig erreichen. Hier bemühen sich die Kommunalpolitiker und die Verwaltung um eine deutliche Verbesserung der Versorgung des Flächenkreises, wobei dies auf Grund der topographischen Lage mit Schwierigkeiten verbunden ist.

### Schutzgebiete
Im Landkreis befinden sich 16 ausgewiesene Naturschutzgebiete (Stand Januar 2017).

## Gemeinden
Als Mittelzentrum mit Teilfunktion eines Oberzentrums ist Saalfeld/Rudolstadt/Bad Blankenburg (funktionsteilig) ausgewiesen.
Grundzentren sind die Städte Königsee und Schwarzatal sowie die Gemeinden Probstzella und Unterwellenborn.
(Einwohner am 31. Dezember 2024)
| Gemeinschaftsfreie Gemeinden 1. Bad Blankenburg, Stadt (5.843) 2. Leutenberg, Stadt (1.919) 3. Rudolstadt, Stadt (24.852) 4. Saalfeld/Saale, Stadt (29.086) 5. Uhlstädt-Kirchhasel (5.320) 6. Unterwellenborn (8.261) | Erfüllende Gemeinden 1. Kaulsdorf (2.340), erfüllende Gemeinde auch für 1. Altenbeuthen (197) 2. Drognitz (588) 3. Hohenwarte (158) 2. Königsee, Stadt (6.979), erfüllende Gemeinde auch für 1. Allendorf (334) 2. Bechstedt (143) |  |

Verwaltungsgemeinschaften
(*) Sitz der Verwaltungsgemeinschaft
| - 1. Schiefergebirge (5973) 1. Gräfenthal, Stadt (1806) 2. Lehesten, Stadt (1495) 3. Probstzella * (2672) | - 2. Schwarzatal (8112) 1. Cursdorf (590) 2. Deesbach (324) 3. Döschnitz (214) 4. Katzhütte (1170) 5. Meura (375) 6. Rohrbach (bei Saalfeld) (178) 7. Schwarzatal, Stadt, Landgemeinde * (3319) 8. Schwarzburg (515) 9. Sitzendorf (720) 10. Unterweißbach (707) |

Zu den Begriffen „Verwaltungsgemeinschaft“ bzw. „erfüllende Gemeinde“ siehe Verwaltungsgemeinschaft in Thüringen.

## Gebietsveränderungen

### Gemeinden
- Auflösung der Gemeinde Weißen – Eingemeindung in die Gemeinde Uhlstädt (30. Dezember 1994)
- Auflösung der Gemeinden Bernsdorf, Burkersdorf, Dittersdorf, Dittrichshütte, Eyba, Kleingeschwenda, Lositz-Jehmichen, Reschwitz, Unterwirbach, Volkmannsdorf, Wickersdorf, Wittmannsgereuth und Witzendorf – Neubildung der Gemeinde Saalfelder Höhe (1. Januar 1997)
- Auflösung der Gemeinden Drognitz, Neuenbeuthen und Reitzengeschwenda – Neubildung der Gemeinde Drognitz (1. Januar 1997)
- Auflösung der Gemeinden Dorfilm, Hirzbach, Landsendorf, Munschwitz, Schweinbach und Steinsdorf sowie der Stadt Leutenberg – Neubildung der Stadt Leutenberg (1. Januar 1997)
- Auflösung der Gemeinden Ammelstädt, Breitenheerda, Eschdorf, Geitersdorf, Haufeld, Heilsberg, Milbitz, Sundremda, Teichröda und Treppendorf sowie der Städte Remda und Teichel – Neubildung der Stadt Remda-Teichel (1. Januar 1997)
- Auflösung der Gemeinden Lichstedt, Oberpreilipp und Unterpreilipp – Eingemeindung in die Stadt Rudolstadt (1. Januar 1997)
- Auflösung der Gemeinde Neckeroda – Eingemeindung in die Stadt Blankenhain im Landkreis Weimarer Land (1. Januar 1997)
- Auflösung der Gemeinden Beutelsdorf, Dorndorf, Engerda, Kirchhasel, Niederkrossen, Rödelwitz, Schloßkulm, Schmieden, Teichweiden, Uhlstädt und Zeutsch – Neubildung der Gemeinde Uhlstädt-Kirchhasel (1. Juli 2002)
- Auflösung der Gemeinde Marktgölitz – Eingemeindung in die Gemeinde Probstzella (16. März 2004)
- Auflösung der Gemeinden Birkigt, Goßwitz, Könitz, Lausnitz und Unterwellenborn – Neubildung der Gemeinde Unterwellenborn (1. Februar 2006)
- Auflösung der Gemeinden Großkochberg und Heilingen – Eingemeindung in die Gemeinde Uhlstädt-Kirchhasel (1. Dezember 2007)
- Auflösung der Gemeinde Lichtenhain/Bergbahn – Eingemeindung in die Stadt Oberweißbach/Thür. Wald (1. Dezember 2008)
- Auflösung der Gemeinde Arnsgereuth – Eingemeindung in die Stadt Saalfeld/Saale (1. Dezember 2011)
- Auflösung der Stadt Königsee und der Gemeinde Rottenbach – Neubildung der Stadt Königsee-Rottenbach (31. Dezember 2012)
- Auflösung der Gemeinden Saalfelder Höhe und Wittgendorf – Eingemeindung in die Stadt Saalfeld/Saale (6. Juli 2018)
- Auflösung der Gemeinde Kamsdorf – Eingemeindung in die Gemeinde Unterwellenborn (6. Juli 2018)
- Auflösung der Gemeinden Mellenbach-Glasbach, Meuselbach-Schwarzmühle und der Stadt Oberweißbach/Thüringer Wald – Neubildung der Stadt und Landgemeinde Schwarzatal (1. Januar 2019)
- Auflösung der Gemeinden Dröbischau und Oberhain – Eingemeindung in die Stadt Königsee (1. Januar 2019)
- Auflösung der Stadt Remda-Teichel – Eingemeindung in die Stadt Rudolstadt (1. Januar 2019)
- Auflösung der Gemeinden Reichmannsdorf und Schmiedefeld – Eingemeindung in die Stadt Saalfeld/Saale (1. Januar 2019)
- Auflösung der Gemeinden Lichte und Piesau – Eingemeindung in die Stadt Neuhaus am Rennweg im Landkreis Sonneberg (1. Januar 2019)

### Verwaltungsgemeinschaften und erfüllende Gemeinden
- Erweiterung der Verwaltungsgemeinschaft Lichte-Piesau-Schmiedefeld um die Gemeinde Reichmannsdorf (4. November 1994)
- Die Stadt Saalfeld/Saale wird erfüllende Gemeinde für Arnsgereuth (12. Mai 1995)
- Auflösung der Verwaltungsgemeinschaft Saale-Loquitz – Kaulsdorf wird erfüllende Gemeinde für Hohenwarte (19. Oktober 1995)
- Auflösung der Verwaltungsgemeinschaft Obere Saale – Neubildung der Stadt Leutenberg aus den Mitgliedsgemeinden, mit Ausnahme von Altenbeuthen, Drognitz, Neutenbeuthen und Reitzengeschwenda; die letzten drei schließen sich zur neuen Gemeinde Drognitz zusammen; Kaulsdorf wird zur erfüllenden Gemeinde für Altenbeuthen und Drognitz (31. Dezember 1996)
- Auflösung der Verwaltungsgemeinschaften Remda und Teichel – Neubildung der Stadt Remda-Teichel aus den Mitgliedsgemeinden, mit Ausnahme der Gemeinden Lichstedt, das sich nach Rudolstadt und Neckeroda, das sich nach Blankenhain im Landkreis Weimarer Land eingemeinden lässt (31. Dezember 1996)
- Ausgliederung der Gemeinden Oberpreilipp und Unterpreilipp aus der Verwaltungsgemeinschaft Uhlstädt (31. Dezember 1996)
- Auflösung der Verwaltungsgemeinschaft Saalfelder Höhe – Neubildung der Einheitsgemeinde Saalfelder Höhe aus den Mitgliedsgemeinden (31. Dezember 1996)
- Die Stadt Rudolstadt wird erfüllende Gemeinde Kirchhasel (1. Januar 1997)
- Auflösung der Verwaltungsgemeinschaft Uhlstädt – Neubildung der Einheitsgemeinde Uhlstädt-Kirchhasel aus den Mitgliedsgemeinden (ohne Großkochberg und Heilingen) und der bisher von Rudolstadt erfüllten Gemeinde Kirchhasel; Uhlstädt-Kirchhasel wird erfüllende Gemeinde für Großkochberg und Heilingen (30. Juni 2002)
- Auflösung der Verwaltungsgemeinschaft Unterwellenborn – Neubildung der Einheitsgemeinde Unterwellenborn aus den Mitgliedsgemeinden (31. Januar 2006)
- Die Gemeinde Uhlstädt-Kirchhasel ist nicht länger erfüllende Gemeinde für Großkochberg und Heilingen (1. Dezember 2007)
- Die Stadt Saalfeld/Saale ist nicht länger erfüllende Gemeinde für Arnsgereuth (30. November 2011)
- Erweiterung der Verwaltungsgemeinschaft Probstzella-Lehesten-Marktgölitz um die Stadt Gräfenthal (31. Dezember 2013)
- Ausgliederung der Gemeinde Wittgendorf aus der Verwaltungsgemeinschaft Mittleres Schwarzatal (6. Juli 2018)
- Auflösung der Bergbahnregion/Schwarzatal und Mittleres Schwarzatal – Neubildung der Stadt und Landgemeinde Schwarzatal aus den Mitgliedsgemeinden Mellenbach-Glasbach, Meuselbach-Schwarzmühle und Oberweißbach/Thüringer Wald (Stadt); Eingliederung der Mitgliedsgemeinden Dröbischau und Oberhain nach Königsee-Rottenbach; diese wird erfüllende Gemeinde für die Mitgliedsgemeinden Allendorf und Bechstedt; Zusammenschluss der übrigen Mitgliedsgemeinden Cursdorf, Deesbach, Döschnitz, Katzhütte, Meura, Rohrbach (bei Saalfeld), Schwarzburg, Sitzendorf und Unterweißbach und der Landgemeinde Schwarzatal zur Verwaltungsgemeinschaft Schwarzatal (1. Januar 2019)
- Auflösung der Verwaltungsgemeinschaft Lichtetal am Rennsteig – Eingliederung der Mitgliedsgemeinden Reichmannsdorf und Schmiedefeld nach Saalfeld/Saale; Eingliederung der Mitgliedsgemeinden Lichte und Piesau nach Neuhaus am Rennweg im Landkreis Sonneberg (1. Januar 2019)

### Namensänderungen
- von Verwaltungsgemeinschaft Probstzella/Loquitzgrund zu Verwaltungsgemeinschaft Probstzella-Lehesten-Marktgölitz (1. September 1995)
- von Verwaltungsgemeinschaft Lichte-Piesau-Schmiedefeld zu Verwaltungsgemeinschaft Lichtetal am Rennsteig (30. Dezember 2004)
- von Verwaltungsgemeinschaft Probstzella-Lehesten-Marktgölitz zu Verwaltungsgemeinschaft Schiefergebirge (31. Dezember 2013)
- von Königsee-Rottenbach zu Königsee (1. Januar 2019)

## Kfz-Kennzeichen
Am 1. Juli 1994 wurden dem Landkreis die Kfz-Unterscheidungszeichen RU (Rudolstadt) und SLF (Saalfeld) zugewiesen. Ab dem 1. Februar 1995 war nur noch das Kürzel SLF offiziell. Seit dem 24. November 2012 ist das Unterscheidungszeichen RU wieder erhältlich.